# Benedict Arnold (1780–1849)
Benedict Arnold (ur. 5 października 1780, zm. 3 marca 1849) – amerykański przedsiębiorca, filantrop, właściciel ziemski i polityk.
W latach 1829–1831 przez jedną kadencję Kongresu Stanów Zjednoczonych był przedstawicielem stanu Nowy Jork w Izbie Reprezentantów Stanów Zjednoczonych.